# Дон Олів'єрі
Дон Олів'єрі (англ. Dawn Olivieri, нар. 8 лютого 1981, Сент-Пітерсберг, Флорида, США) — американська акторка й фотомодель.

## Кар'єра
Дебютувала в кіно в 2006 році роллю Шері в телесеріалі «Лас-Вегас». Всього Олів'єрі зіграла в понад 30-ти фільмах і телесеріалах. Відома за ролями в таких фільмах і телесеріалах як: «Гідра» (роль Гвен Расселл, 2009), «Щоденники вампіра» (роль Енді Стар, 2011), «Обитель брехні» (роль Моніки Телбот, 2012—2014), «Запали мене» (роль Енні, 2013) і "Афера по-американськи "(роль дівчини Cosmo, 2013).

## Вибрана фільмографія
| Рік       |    | Українська назва             | Оригінальна назва                      | Роль                     |
| --------- | -- | ---------------------------- | -------------------------------------- | ------------------------ |
| 2006      | с  | Лас-Вегас                    | Las Vegas                              | брюнетка Шері            |
| 2006      | с  | Вероніка Марс                | Veronica Mars                          | Меггі                    |
| 2006—2008 | с  | Як я зустрів вашу маму       | How I Met Your Mother                  | Анна                     |
| 2008      | вг | Need for Speed: Undercover   | Need for Speed: Undercover             | Роуз (озвучення)         |
| 2008      | с  | Зоряна брама: Атлантида      | Stargate: Atlantis                     | Нива Кесол               |
| 2008—2009 | с  | Лицар доріг                  | Knight Rider                           | Севедж                   |
| 2009      | ф  | Гідра: Загублений острів     | Hydra                                  | Гвен Расселл             |
| 2009      | с  | Красуні                      | Entourage                              | дівчина, що одягається   |
| 2009      | с  | Детектив Раш                 | Cold Case                              | Вонда Мартін'09          |
| 2009—2010 | с  | Герої                        | Heroes                                 | Лідія                    |
| 2010      | с  | Справжня кров                | True Blood                             | Дженіс Герво             |
| 2010      | с  | Правила спільного життя      | Rules of Engagement                    | Шеєнн                    |
| 2010—2012 | мс | Месники: Могутні герої Землі | The Avengers: Earth's Mightiest Heroes | Пеппер Поттс (озвучення) |
| 2011      | с  | Каліфорнікейшн               | Californication                        | акторка Карен            |
| 2011      | вг | Infamous 2                   | Infamous 2                             | Люсі Куо (озвучення)     |
| 2011      | с  | Щоденники вампіра            | The Vampire Diaries                    | Енді Стар                |
| 2012—2016 | с  | Оселя брехні                 | House of Lies                          | Моніка Телбот            |
| 2013      | ф  | Запали мене                  | Plush                                  | Енні                     |
| 2013      | ф  | Афера по-американськи        | American Hustle                        | дівчина Cosmo            |
| 2015      | ф  | Останній мисливець на відьом | The Last Witch Hunter                  | Даніка                   |
| 2017      | ф  | Яскраві                      | Bright                                 | Шеррі                    |
| 2024      | ф  | Гомстед                      | Homestead                              | Дженна Росс              |